# Giro d'Italia 2008
Il Giro d'Italia 2008, novantunesima edizione della "Corsa Rosa", si svolse in 21 tappe dal 10 maggio al 1º giugno 2008, per un totale di 3 406,4 km, e vide la vittoria dello spagnolo Alberto Contador, a dodici anni di distanza dall'ultimo successo straniero (Tonkov, nel 1996).
Contador, in forza all'Astana, concluse la corsa in 89 ore, 56 minuti e 49 secondi, alla media di 38,044 km/h. Al secondo posto si classificò Riccardo Riccò (Saunier Duval-Scott) a 1'57", che conquistò anche la maglia bianca di miglior giovane.
Contador non vinse nessuna tappa, ottenendo come migliori piazzamenti il secondo posto nella cronometro di Urbino (10ª tappa) e il quarto nella cronoscalata di Plan de Corones (16ª). Partito senza una preparazione adeguata – la partecipazione della sua squadra era stata annunciata a sorpresa una settimana prima dell'inizio della corsa – Contador entrò in piena forma a metà Giro, difendendosi nelle tappe di montagna e mostrando forza e sicurezza nelle prove contro il tempo (nell'ultima tappa distanziò nettamente Riccò, consolidando un vantaggio che era di appena 4").

## Tappe
| Tappa  | Data      | Percorso                                                     | km      | Vincitore di tappa       | Leader cl. generale   |
| ------ | --------- | ------------------------------------------------------------ | ------- | ------------------------ | --------------------- |
| 1ª     | 10 maggio | Palermo > Palermo (cron. a squadre)                          | 23,6    | Team Slipstream-Chipotle | Christian Vande Velde |
| 2ª     | 11 maggio | Cefalù > Agrigento                                           | 207     | Riccardo Riccò           | Franco Pellizotti     |
| 3ª     | 12 maggio | Catania > Milazzo                                            | 221     | Daniele Bennati          | Franco Pellizotti     |
| 4ª     | 13 maggio | Pizzo Calabro > Catanzaro                                    | 183     | Mark Cavendish           | Franco Pellizotti     |
| 5ª     | 14 maggio | Belvedere Marittimo > Contursi Terme                         | 203     | Pavel Brutt              | Franco Pellizotti     |
| 6ª     | 15 maggio | Potenza > Peschici                                           | 231     | Matteo Priamo            | Giovanni Visconti     |
| 7ª     | 16 maggio | Vasto > Pescocostanzo                                        | 180     | Gabriele Bosisio         | Giovanni Visconti     |
| 8ª     | 17 maggio | Rivisondoli > Tivoli                                         | 208     | Riccardo Riccò           | Giovanni Visconti     |
| 9ª     | 18 maggio | Civitavecchia > San Vincenzo                                 | 218     | Daniele Bennati          | Giovanni Visconti     |
|        | 19 maggio | giorno di riposo                                             |         |                          |                       |
| 10ª    | 20 maggio | Pesaro > Urbino (cron. individuale)                          | 39,4    | Marzio Bruseghin         | Giovanni Visconti     |
| 11ª    | 21 maggio | Urbania > Cesena                                             | 199     | Alessandro Bertolini     | Giovanni Visconti     |
| 12ª    | 22 maggio | Forlì > Carpi                                                | 172     | Daniele Bennati          | Giovanni Visconti     |
| 13ª    | 23 maggio | Modena > Cittadella                                          | 177     | Mark Cavendish           | Giovanni Visconti     |
| 14ª    | 24 maggio | Verona > Alpe di Pampeago                                    | 195     | Emanuele Sella           | Gabriele Bosisio      |
| 15ª    | 25 maggio | Arabba > Passo Fedaia                                        | 153     | Emanuele Sella           | Alberto Contador      |
| 16ª    | 26 maggio | San Vigilio di Marebbe > Plan de Corones (cron. individuale) | 12,9    | Franco Pellizotti        | Alberto Contador      |
|        | 27 maggio | giorno di riposo                                             |         |                          |                       |
| 17ª    | 28 maggio | Sondrio > Locarno (CH)                                       | 146     | André Greipel            | Alberto Contador      |
| 18ª    | 29 maggio | Mendrisio (CH) > Varese                                      | 147     | Jens Voigt               | Alberto Contador      |
| 19ª    | 30 maggio | Legnano > Monte Pora                                         | 238     | Vasil' Kiryenka          | Alberto Contador      |
| 20ª    | 31 maggio | Rovetta > Tirano                                             | 224     | Emanuele Sella           | Alberto Contador      |
| 21ª    | 1º giugno | Cesano Maderno > Milano (cron. individuale)                  | 28,5    | Marco Pinotti            | Alberto Contador      |
| Totale | Totale    | Totale                                                       | 3 406,4 |                          |                       |

## Squadre e corridori partecipanti
| N.      | Cod. | Squadra            |
| ------- | ---- | ------------------ |
| 1-9     | LPR  | LPR Brakes-Ballan  |
| 11-19   | ALM  | AG2R La Mondiale   |
| 21-29   | AST  | Astana             |
| 31-39   | BAR  | Barloworld         |
| 41-49   | GCE  | Caisse d'Epargne   |
| 51-59   | COF  | Cofidis            |
| 61-69   | CSF  | CSF Group-Navigare |
| 71-79   | EUS  | Euskaltel-Euskadi  |
| 81-89   | FDJ  | Française des Jeux |
| 91-99   | GST  | Gerolsteiner       |
| 101-109 | THR  | Team High Road     |

| N.      | Cod. | Squadra                          |
| ------- | ---- | -------------------------------- |
| 111-119 | LAM  | Lampre                           |
| 121-129 | LIQ  | Liquigas                         |
| 131-139 | QST  | Quick Step                       |
| 141-148 | RAB  | Rabobank                         |
| 151-159 | SDV  | Saunier Duval-Scott              |
| 161-169 | SDA  | Serramenti Diquigiovanni-Androni |
| 171-179 | SIL  | Silence-Lotto                    |
| 181-189 | TSL  | Team Slipstream-Chipotle p/b H30 |
| 191-199 | CSC  | Team CSC                         |
| 201-209 | MRM  | Team Milram                      |
| 211-219 | TCS  | Tinkoff Credit Systems           |

## Resoconto degli eventi
197 i corridori partiti da Palermo, di cui 53 italiani; 141 quelli giunti a Milano (38 italiani). Il più giovane del gruppo il belga Kevin Seeldraeyers della Quick Step (21 anni), il più anziano Fabio Baldato (classe 1968) in forza alla Lampre.
L'edizione prevedeva due giorni di riposo (19 e 27 maggio), cinque arrivi in quota - di cui 4 compresi nell'ultima settimana (tappe nº 7, 14, 15, 16 e 19) - e quattro cronometro, di cui una a squadre (1ª tappa, da Palermo a Palermo) e tre individuali (10ª, 16ª - cronoscalata al Plan de Corones - e 21ª). Effettuati anche due sconfinamenti: uno a San Marino, nel corso dell'11ª tappa da Urbania a Cesena, e l'altro in Svizzera tra le frazioni 17 e 18 (la prima con arrivo a Locarno, la seconda con partenza da Mendrisio).
La Cima Coppi fu per l'ennesima volta il Passo Gavia (2618 m d'altitudine), scalata nella 20ª tappa da Rovetta a Tirano (nella stessa fu affrontato anche il Passo del Mortirolo). Complessivamente, si passò su 33 Gran Premi della Montagna. La frazione più lunga doveva essere la sesta, da Potenza a Peschici (in origine 265 km, poi portati a 231), ma è infine fu la diciannovesima, da Legnano al Monte Pora (238 km).
Il Giro non partiva dalla Sicilia dall'edizione del 1999, quando la corsa prese il via da Agrigento; fu invece confermato il tradizionale arrivo a Milano. L'ultima edizione conclusasi con una cronometro individuale era stata nel 2003 (vinta allora da Serhij Hončar). Emanuele Sella e Daniele Bennati, con tre successi a testa, furono i corridori ad aggiudicarsi il numero maggiore di tappe. Entrambi conquistarono una maglia (verde e ciclamino) e le loro squadre (CSF Group-Navigare e Liquigas) vinsero rispettivamente le classifiche a tempo e a punti.
Un ciclista straniero tornò ad aggiudicarsi il Giro dopo 12 anni (l'ultimo era stato Pavel Tonkov nel 1996). Contador fu inoltre il secondo spagnolo ad entrare nell'albo d'oro (a precederlo Miguel Indurain nel biennio 1992-1993). Non capitava dal 2002 che il primo classificato non si imponesse in nessuna tappa.
Da quest'edizione il Giro non è rientrato più nel calendario delle corse appartenenti all'UCI ProTour, istituito nel 2005. L'ultimo corridore in classifica generale fu indicato con il "numero nero", analogo alla maglia dello stesso colore. Questa particolare classifica andò al tedesco Markus Eichler del Team Milram (141º a 4h 33' 41" da Contador).  

## Gli abbuoni
Come di consueto, gli abbuoni assegnati nelle tappe in linea furono di 20", 12" e 8" ai primi tre classificati all'arrivo; ai traguardi volanti "Expo 2015" (classifica vinta da Fortunato Baliani della CSF Group-Navigare) i bonus furono invece di 6", 4" e 2".

## Dettagli delle tappe

### 1ª tappa
- 10 maggio: Palermo > Palermo – Cronometro a squadre – 23,6 km

Risultati
| Pos. | Squadra                  | Tempo  |
| ---- | ------------------------ | ------ |
| 1    | Team Slipstream-Chipotle | 26'32" |
| 2    | Team CSC                 | a 6"   |
| 3    | Team High Road           | a 7"   |

| Pos. | Corridore             | Squadra    | Tempo  |
| ---- | --------------------- | ---------- | ------ |
| 1    | Christian Vande Velde | Slipstream | 26'32" |
| 2    | David Zabriskie       | Slipstream | s.t.   |
| 3    | Ryder Hesjedal        | Slipstream | s.t.   |

Descrizione e riassunto
La prima tappa era una cronometro a squadre all'ombra del Monte Pellegrino. Vennero percorsi alcuni tra i viali principali del capoluogo siculo (passando da Mondello), così da far percorrere alle squadre, compatte, lunghi rettilinei, anche in lieve discesa. Poche le curve insidiose, passate in maniera indolore. Il tempo di ogni squadra è stato calcolato (come sempre) sul quinto arrivato del gruppo.
La cronometro è stata vinta dalla squadra di nuova formazione Team Slipstream-Chipotle presented by H30, condotta alla vittoria da David Zabriskie e David Millar, già vincitori di gare contro il tempo tra Giro e Tour. La maglia rosa è andata al loro compagno Christian Vande Velde, che aveva tagliato il traguardo per primo. A seguire, la CSC (che aveva come uomo di punta Jens Voigt) e la High Road.

### 2ª tappa
- 11 maggio: Cefalù > Agrigento – 207 km

Risultati
| Pos. | Corridore       | Squadra       | Tempo    |
| ---- | --------------- | ------------- | -------- |
| 1    | Riccardo Riccò  | Saunier Duval | 5h48'35" |
| 2    | Danilo Di Luca  | LPR Brakes    | s.t.     |
| 3    | Davide Rebellin | Gerolsteiner  | s.t.     |

| Pos. | Corridore             | Squadra    | Tempo    |
| ---- | --------------------- | ---------- | -------- |
| 1    | Franco Pellizotti     | Liquigas   | 6h15'16" |
| 2    | Christian Vande Velde | Slipstream | a 1"     |
| 3    | Chris Sørensen        | Team CSC   | a 7"     |

Descrizione e riassunto
Prima tappa in linea del 91º Giro. Era un cosiddetto mangia e bevi, visto il percorso pieno di saliscendi con due GPM di seconda (in località Gratteri, a pochi chilometri dalla partenza) e terza categoria (nei pressi di Villalba). L'arrivo, che riprendeva quello del Mondiale di ciclismo su strada del '94, era situato dopo una breve salita, percorsa due volte (circuito finale di 13 km).
Due uomini hanno comandato la tappa quasi fino ad Agrigento. Si sono verificate due cadute di rilievo: una che ha coinvolto Mauricio Soler della Barloworld, l'altra che ha costretto al ritiro David Zabriskie, vincitore della cronometro a squadre di Palermo. Poco prima del primo passaggio dalla Valle dei Templi, il gruppo si è sgranato. Grazie al lavoro della squadra, Riccardo Riccò ha vinto la tappa, riprendendo uno scatto di Joaquim Rodríguez della Caisse d'Epargne. Franco Pellizotti è andato in rosa.

### 3ª tappa
- 12 maggio: Catania > Milazzo – 221 km

Risultati
| Pos. | Corridore       | Squadra       | Tempo    |
| ---- | --------------- | ------------- | -------- |
| 1    | Daniele Bennati | Liquigas      | 5h37'01" |
| 2    | Erik Zabel      | Milram        | s.t.     |
| 3    | Danilo Hondo    | Diquigiovanni | s.t.     |

| Pos. | Corridore             | Squadra    | Tempo     |
| ---- | --------------------- | ---------- | --------- |
| 1    | Franco Pellizotti     | Liquigas   | 11h52'17" |
| 2    | Christian Vande Velde | Slipstream | a 1"      |
| 3    | Danilo Di Luca        | LPR Brakes | a 7"      |

Descrizione e riassunto
Frazione prettamente pianeggiante, con un solo Gran Premio della Montagna di 3ª categoria e di difficoltà pressoché nulla (Maletto). Si circumnavigava l'Etna dal versante interno della Sicilia, raggiungendo nuovamente la costa a Fiumefreddo di Sicilia. Passando da Messina, si entrava una prima volta a Milazzo, dove era situato l'arrivo dopo 11 km.
Prima vittoria al Giro per Daniele Bennati (Liquigas) che ha battuto in volata il veterano Erik Zabel (Milram) e Danilo Hondo (Diquigiovanni). È stata una tappa funestata dalle cadute, le più rilevanti quelle di Riccardo Riccò e Bradley McGee (costretto all'abbandono). Inutili sono stati la fuga di cinque corridori prima e i tentativi di Andrea Tonti e Vincenzo Nibali poi.

### 4ª tappa
- 13 maggio: Pizzo Calabro > Catanzaro – 183 km

Risultati
| Pos. | Corridore       | Squadra      | Tempo    |
| ---- | --------------- | ------------ | -------- |
| 1    | Mark Cavendish  | High Road    | 4h49'09" |
| 2    | Robert Förster  | Gerolsteiner | s.t.     |
| 3    | Daniele Bennati | Liquigas     | s.t.     |

| Pos. | Corridore             | Squadra    | Tempo     |
| ---- | --------------------- | ---------- | --------- |
| 1    | Franco Pellizotti     | Liquigas   | 16h41'26" |
| 2    | Christian Vande Velde | Slipstream | a 1"      |
| 3    | Danilo Di Luca        | LPR Brakes | a 7"      |

Descrizione e riassunto

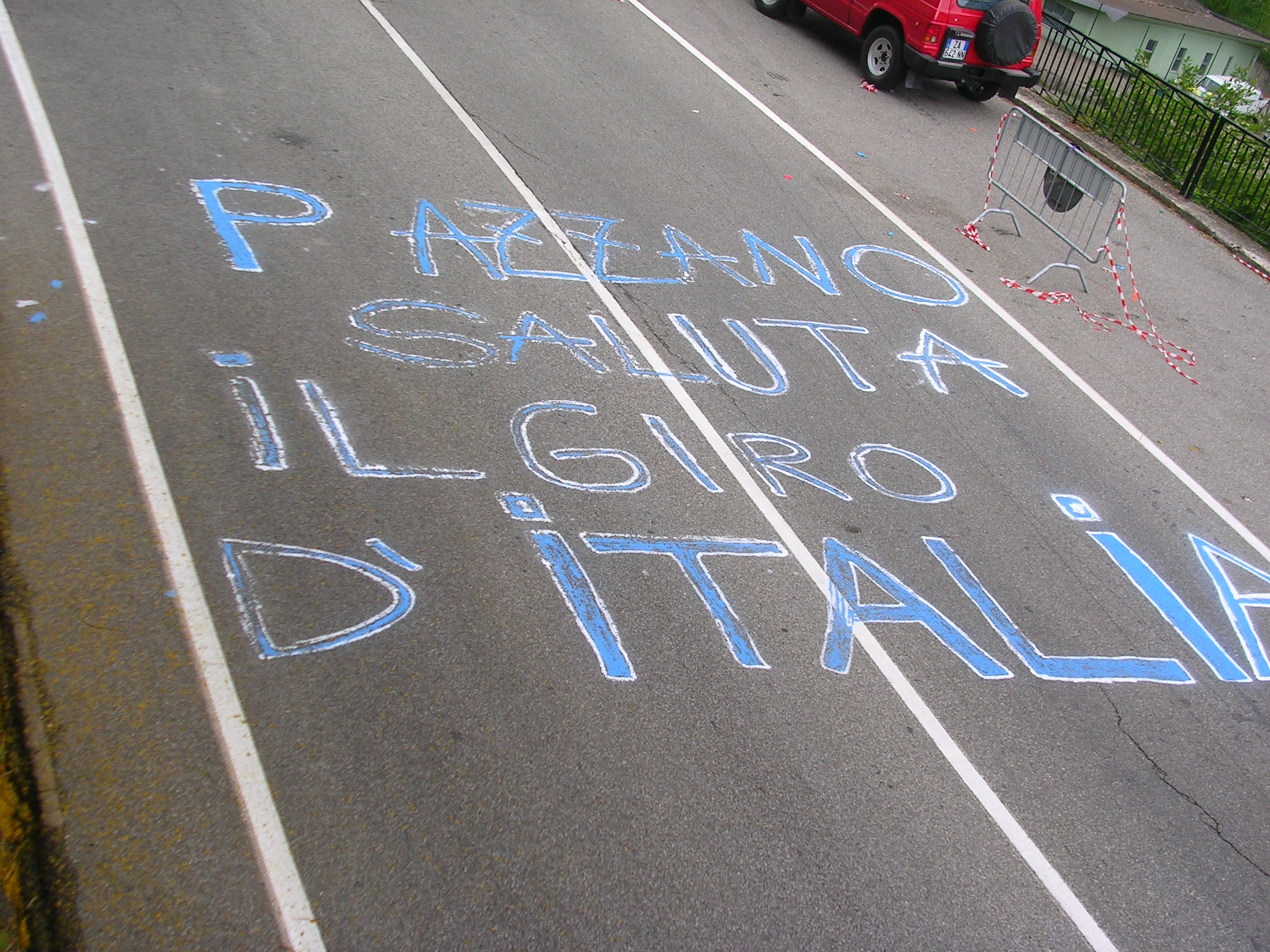
Il Giro d'Italia a Pazzano.

In quanto ad altimetria, la tappa era similare a quella con arrivo a Milazzo, con lo scollinamento sul Passo di Pietra Spada (3ª categoria). Raggiunta la costa Ionica, era presente un tratto in pianura fino a Catanzaro (nessuna difficoltà particolare). Dal capoluogo, discesa fino al lido, dov'era situato il traguardo.
Non appena è stata data la partenza, è partito Rik Verbrugghe, il quale è rimasto in fuga per 164 km, venendo ripreso solo a Catanzaro. L'arrivo in volata è stato appannaggio del britannico Mark Cavendish, che ha superato in agilità Robert Förster e Daniele Bennati. Caduta ai 200 m dall'arrivo.

### 5ª tappa
- 14 maggio: Belvedere Marittimo > Contursi Terme – 203 km

Risultati
| Pos. | Corridore           | Squadra      | Tempo    |
| ---- | ------------------- | ------------ | -------- |
| 1    | Pavel Brutt         | Tinkoff      | 5h04'52" |
| 2    | Johannes Fröhlinger | Gerolsteiner | a 4"     |
| 3    | Luis Laverde        | CSF Group    | a 10"    |

| Pos. | Corridore             | Squadra    | Tempo     |
| ---- | --------------------- | ---------- | --------- |
| 1    | Franco Pellizotti     | Liquigas   | 21h46'49" |
| 2    | Christian Vande Velde | Slipstream | a 1"      |
| 3    | Danilo Di Luca        | LPR Brakes | a 7"      |

Descrizione e riassunto
Lievi saliscendi lungo il percorso che aggirava il Cilento. La prima vera asperità era sul GPM di Fortino (terza categoria, nei pressi di Lagonegro) dopo 88 km, posto dopo una salita di 3,6. Si proseguiva poi fino a Contursi Terme, con l'arrivo situato dopo uno strappo di 3 km, con pendenze massime del 9%.
Pavel Brutt ha riportato la Russia alla vittoria nel Giro, alcuni anni dopo l'ultima vittoria di tappa di Pavel Tonkov. Il corridore della Tinkoff ha anticipato Johannes Fröhlinger, Luis Laverde e Francisco Pérez, compagni di fuga per ben 186 km. All'ultimo chilometro, un salto di catena ha tagliato via dalla vittoria di tappa il quinto fuggitivo, David Millar. Il gruppo è stato regolato da Paolo Bettini (a 31"). Pellizotti ha mantenuto agevolmente la maglia rosa.

### 6ª tappa
- 15 maggio: Potenza > Peschici – 231 km[2]

Risultati
| Pos. | Corridore       | Squadra   | Tempo    |
| ---- | --------------- | --------- | -------- |
| 1    | Matteo Priamo   | CSF Group | 5h24'49" |
| 2    | Alan Pérez      | Euskaltel | a 8"     |
| 3    | Nikolay Trussov | Tinkoff   | a 27"    |

| Pos. | Corridore         | Squadra       | Tempo     |
| ---- | ----------------- | ------------- | --------- |
| 1    | Giovanni Visconti | Quick Step    | 27h14'04" |
| 2    | Matthias Russ     | Gerolsteiner  | s.t.      |
| 3    | Daniele Nardello  | Diquigiovanni | a 1'22"   |

Descrizione e riassunto
Questa frazione era la più lunga del Giro, nonostante la successiva riduzione di 34 km. Il gruppo arrivava in cima allo stesso strappo (finale) del 2000 e del 2006 (1300 metri di salita). Al chilometro 47 veniva superato un altro GPM di terza categoria, a Rionero in Vulture. Poi pianura fino a Manfredonia, porta del Gargano.
Prima che la carovana transitasse a Lavello, dal gruppo si sono staccati 12 uomini (Rene Mandri, uno dei fuggitivi, si è però presto ritirato causa caduta). La fuga di questi uomini è giunta al traguardo, con Matteo Priamo che ha preceduto i compagni di avventura, staccatisi alla spicciolata sulla breve ascesa conclusiva. Il gruppo è arrivato con un ritardo di 11'34", consentendo a Giovanni Visconti (Quick Step, anche lui in fuga) di indossare la maglia rosa.

### 7ª tappa
- 16 maggio: Vasto > Pescocostanzo – 180 km

Risultati
| Pos. | Corridore        | Squadra    | Tempo    |
| ---- | ---------------- | ---------- | -------- |
| 1    | Gabriele Bosisio | LPR Brakes | 4h55'05" |
| 2    | Vasil' Kiryenka  | Tinkoff    | a 46"    |
| 3    | Emanuele Sella   | CSF Group  | a 1'02"  |

| Pos. | Corridore         | Squadra      | Tempo     |
| ---- | ----------------- | ------------ | --------- |
| 1    | Giovanni Visconti | Quick Step   | 32h03'01" |
| 2    | Matthias Russ     | Gerolsteiner | a 9"      |
| 3    | Gabriele Bosisio  | LPR Brakes   | a 5'43"   |

Descrizione e riassunto
Era il primo arrivo in salita del Giro 2008, nella tappa che commemorava Vito Taccone. Percorso diviso tra Abruzzo e Molise, perennemente mosso già dai primi metri. Escludendo l'arrivo in salita (ascesa di 3 km - con pendenze fino al 9% - che parte da Rivisondoli), vi era il transito su altri 3 GPM di terza (Valico del Macerone), prima (Rionero Sannitico) e seconda categoria (Pietransieri) negli ultimi 80 chilometri.
Già dai primi chilometri, il gruppo maglia rosa ha lasciato fare, garantendo la fuga di una trentina di unità. Sulla salita finale sono rimasti solo quattro battistrada: Bosisio (LPR), Sella (CSF Group), Cárdenas (Barloworld) e Kiryenka (Tinkoff). Quest'ultimo ha ceduto a Bosisio nel finale; Cárdenas invece si era già staccato sulle prime rampe e Sella (primo sui 3 GPM precedenti) era stato costretto a fermarsi per una foratura (arriverà terzo, in lacrime). La bagarre, nel gruppo dei migliori, è iniziata invece sulla salita di Pietransieri: prima hanno tirato Saunier Duval, LPR e Astana, poi è scattato Leonardo Piepoli; poco dopo lo ha seguito Danilo Di Luca, anche se Riccardo Riccò e Alberto Contador gli sono rimasti in coda fino sul traguardo (il quartetto è arrivato con 2'04" di ritardo dal primo). Giovanni Visconti ha perso contatto, ma ha guadagnato secondi sugli immediati inseguitori Russ e Nardello, specialmente grazie al lavoro da "gregario" della maglia iridata Paolo Bettini.

### 8ª tappa
- 17 maggio: Rivisondoli > Tivoli – 208 km

Risultati
| Pos. | Corridore       | Squadra       | Tempo    |
| ---- | --------------- | ------------- | -------- |
| 1    | Riccardo Riccò  | Saunier Duval | 4h41'05" |
| 2    | Paolo Bettini   | Quick Step    | s.t.     |
| 3    | Davide Rebellin | Gerolsteiner  | s.t.     |

| Pos. | Corridore         | Squadra      | Tempo     |
| ---- | ----------------- | ------------ | --------- |
| 1    | Giovanni Visconti | Quick Step   | 36h44'06" |
| 2    | Matthias Russ     | Gerolsteiner | a 34"     |
| 3    | Gabriele Bosisio  | LPR Brakes   | a 5'53"   |

Descrizione e riassunto

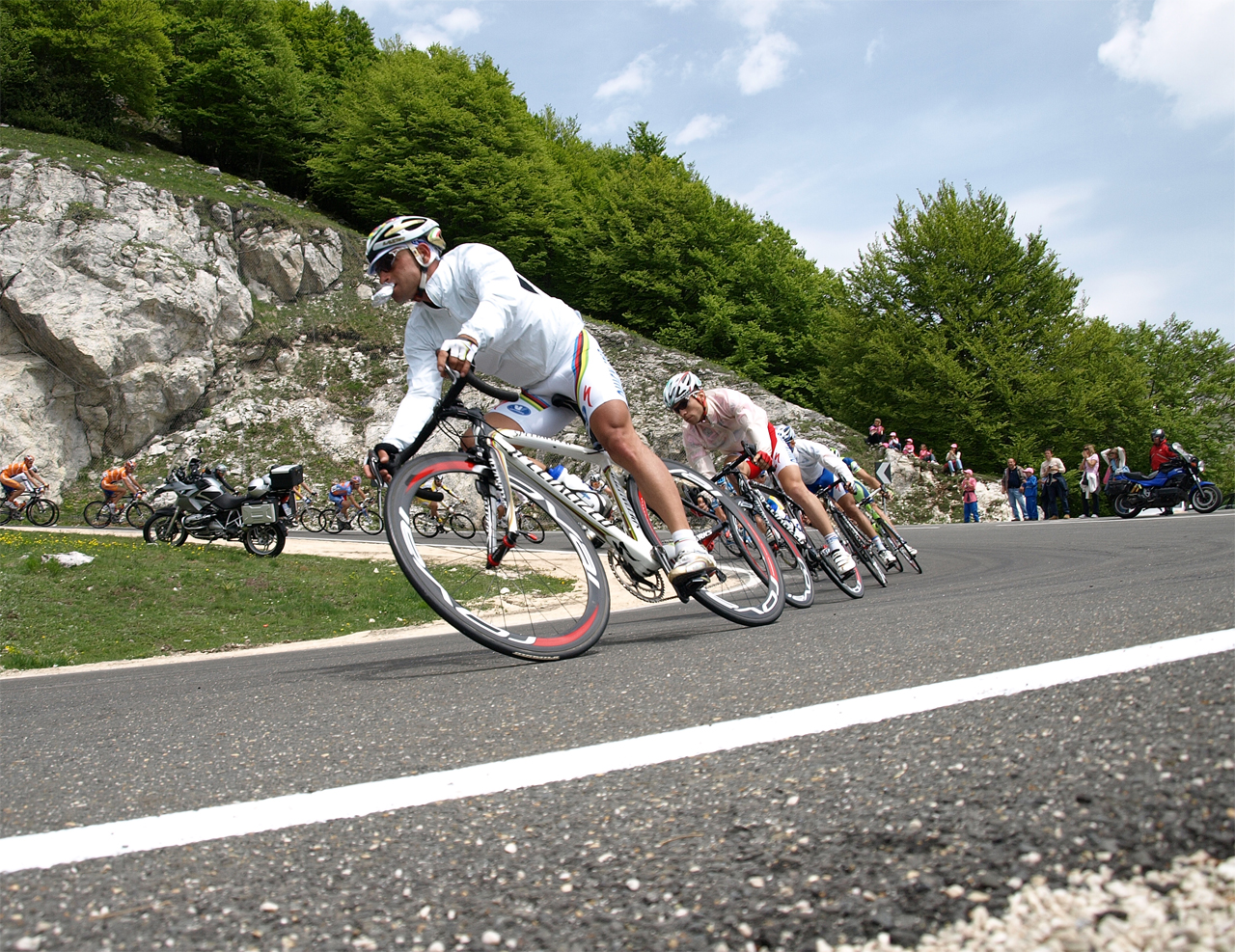
Il campione del mondo Paolo Bettini comanda il gruppo nella discesa della Forca d'Acero

Unico Gran Premio della Montagna era quello della Forca d'Acero (2ª categoria), dopo 57 km. Dopo la discesa (che portava dall'Abruzzo nel Lazio), poche difficoltà, con i soli "strappetti" di Morolo e Anagni. Si evitava Roma, passando per Valmontone e Palestrina. La linea d'arrivo era in fondo ad una breve salita.
Una fuga di 5 uomini, ripresi solo a pochi chilometri da Tivoli, ha mantenuto viva la tappa. Sulla breve salita finale, Danilo Di Luca sembrava in crisi, mentre il gruppo veniva tirato da Leonardo Piepoli (Saunier Duval). Proprio Di Luca, però, ha tentato l'azione da finisseur: ciononostante Riccardo Riccò gli ha preso la scia ed è andato a vincere. Inutile è stata invece la rimonta del campione del Mondo Paolo Bettini, che si è piazzato al secondo posto.

### 9ª tappa
- 18 maggio: Civitavecchia > San Vincenzo – 218 km

Risultati
| Pos. | Corridore       | Squadra      | Tempo    |
| ---- | --------------- | ------------ | -------- |
| 1    | Daniele Bennati | Liquigas     | 5h30'06" |
| 2    | Paolo Bettini   | Quick Step   | s.t.     |
| 3    | Erik Zabel      | Gerolsteiner | s.t.     |

| Pos. | Corridore         | Squadra      | Tempo     |
| ---- | ----------------- | ------------ | --------- |
| 1    | Giovanni Visconti | Quick Step   | 42h14'16" |
| 2    | Matthias Russ     | Gerolsteiner | a 34"     |
| 3    | Gabriele Bosisio  | LPR Brakes   | a 5'53"   |

Descrizione e riassunto
La tappa prima del riposo (durante il quale ci si sarebbe trasferiti a Pesaro) era quasi totalmente pianeggiante e seguiva buona parte della Via Aurelia (con passaggio a Grosseto): unico GPM di terza categoria era la salitella di 4,5 km che portava a Campiglia Marittima, ma distante 42 km dall'arrivo di San Vincenzo, in piena Costa degli Etruschi. I corridori dovevano quindi pedalare su un circuito finale di 22,8 km, con lo "strappo" di San Carlo (meno di 2 km in salita, non previsto come Gran Premio della Montagna).
La tappa è stata risolta da un arrivo in volata, nel quale si è imposto Daniele Bennati. Il corridore, che ha anticipato Paolo Bettini e Robbie McEwen, ha riguadagnato la maglia ciclamino. Dopo 200 km di fuga sono stati ripresi Buffaz (Cofidis) e Krivtsov (ALM). Invariata la classifica generale.

### 10ª tappa
- 20 maggio: Pesaro > Urbino – 39,4 km cronometro individuale

Risultati
| Pos. | Corridore        | Squadra | Tempo  |
| ---- | ---------------- | ------- | ------ |
| 1    | Marzio Bruseghin | Lampre  | 56'41" |
| 2    | Alberto Contador | Astana  | a 8"   |
| 3    | Andreas Klöden   | Astana  | a 20"  |

| Pos. | Corridore         | Squadra      | Tempo     |
| ---- | ----------------- | ------------ | --------- |
| 1    | Giovanni Visconti | Quick Step   | 43h12'02" |
| 2    | Matthias Russ     | Gerolsteiner | a 3'31"   |
| 3    | Gabriele Bosisio  | LPR Brakes   | a 5'50"   |

Descrizione e riassunto
Seconda cronometro del Giro 2008, ma prima individuale. I corridori salivano da Pesaro verso il centro storico di Urbino. Tre i tratti duri affrontati: uno, in prossimità di Colbordolo, era lungo 4,6 km ed aveva pendenza massima del 10%; il secondo era uno strappo al 12% a 5 chilometri dal traguardo, mentre il terzo, il tratto finale, era su un pavé in salita.
Grossi problemi per gli atleti, dovuti alla pioggia, caduta a tratti lungo le due città marchigiane. Scivolate per Emanuele Sella e Riccardo Riccò, problemi di traiettoria per altri corridori. Marzio Bruseghin (Lampre) si è aggiudicato la prova contro il tempo, raggiungendo la sua seconda vittoria assoluta al Giro, dopo la cronometro di Oropa del 2007. Dopo di lui si sono piazzati Alberto Contador e Andreas Klöden, entrambi dell'Astana. Visconti ancora in rosa.

### 11ª tappa
- 21 maggio: Urbania > Cesena – 199 km

Risultati
| Pos. | Corridore            | Squadra       | Tempo    |
| ---- | -------------------- | ------------- | -------- |
| 1    | Alessandro Bertolini | Diquigiovanni | 5h44'22" |
| 2    | Pablo Lastras        | C. d'Epargne  | a 5"     |
| 3    | Fortunato Baliani    | CSF Group     | s.t.     |

| Pos. | Corridore         | Squadra    | Tempo     |
| ---- | ----------------- | ---------- | --------- |
| 1    | Giovanni Visconti | Quick Step | 49h00'17" |
| 2    | Gabriele Bosisio  | LPR Brakes | a 5'50"   |
| 3    | Alberto Contador  | Astana     | a 6'59"   |

Descrizione e riassunto
Frazione molto mossa, con quattro GPM e molti strappi impegnativi. Dopo 60 km si sconfinava nella Repubblica di San Marino, passando per il primo Gran Premio di seconda categoria (km 68). Tornati in Italia, da Carpegna si scalava il monte omonimo (1ª categoria), dopo 6 chilometri di salita al 10% medio. Lunga discesa fino a Novafeltria: da qui il gruppo risaliva per 7 km fino a Perticara (altro GPM di seconda categoria). A 25 chilometri dall'arrivo, il muro di Sorrivoli: appena 1200 metri, ma con pendenze massime del 18% (ultimo Gran Premio della Montagna di terza categoria). Nel circuito finale di Cesena (lungo 12 km) si affrontava un'ultima asperità poco prima dell'arrivo: una strappo breve ma impegnativo costituito dalla Salita dei Gessi, sulla cui cima vi è una lapide dedicata a Marco Pantani. La città romagnola è stata sede d'arrivo di tappa l'ultima volta nel 2004.
Nella tappa appenninica, sotto la pioggia, molte sono state le cadute che hanno contribuito a condizionare l'esito della gara (di Emanuele Sella – ben tre per lui, più una foratura –, Giovanni Visconti, Franco Pellizotti e Leonardo Piepoli tra le altre). Cinque uomini (Pablo Lastras, Alessandro Bertolini, Tiziano Dall'Antonia, Jussi Veikkanen e Laurent Mangel) sono scattati dopo una quarantina di chilometri. Lungo il percorso, Fortunato Baliani ha raggiunto i cinque. Gabriele Bosisio, partito con Baliani, è rimasto vittima di una scivolata e non è riuscito nel tentativo, venendo assorbito dal gruppo lungo la discesa verso Sorrivoli. Sul seguente strappo, Veikkanen e Mangel hanno perso contatto dai battistrada; stessa sorte è toccata più avanti anche a Dall'Antonia sul "cippo Pantani".
Mentre si profilava una volata a tre tra Bertolini, Lastras e Baliani, quest'ultimo è caduto a 600 metri dall'arrivo a causa di un sampietrino. Il corridore della Diquigiovanni-Androni ne ha così approfittato, anticipando lo spagnolo.

### 12ª tappa
- 22 maggio: Forlì > Carpi – 172 km

Risultati
| Pos. | Corridore       | Squadra   | Tempo    |
| ---- | --------------- | --------- | -------- |
| 1    | Daniele Bennati | Liquigas  | 4h05'29" |
| 2    | Mark Cavendish  | High Road | s.t.     |
| 3    | Robbie McEwen   | Silence   | s.t      |

| Pos. | Corridore         | Squadra    | Tempo     |
| ---- | ----------------- | ---------- | --------- |
| 1    | Giovanni Visconti | Quick Step | 53h05'46" |
| 2    | Gabriele Bosisio  | LPR Brakes | a 5'50"   |
| 3    | Alberto Contador  | Astana     | a 6'59"   |

Descrizione e riassunto
Prima di due frazioni consecutive totalmente pianeggianti (questa è stata dedicata a Dorando Pietri). Il gruppo seguiva la Via Emilia fino a Castel San Pietro Terme, dove svoltava a destra, evitando Bologna. Si toccavano le città di Maranello, Formigine e Modena prima dell'arrivo a Carpi.
Dopo la lunga fuga di Dionisio Galparsolo (ripreso a 10 km dal traguardo), c'è stato un arrivo in volata: Daniele Bennati (Liquigas), al vento ai 200 metri dall'arrivo, ha subito la rimonta di Mark Cavendish (High Road). I due sono arrivati appaiati, ma la maglia ciclamino Bennati è riuscito a vincere per pochi millimetri. A 15 chilometri dalla conclusione, una caduta ha coinvolto una decina di corridori.

### 13ª tappa
- 23 maggio Modena > Cittadella – 177 km

Risultati
| Pos. | Corridore       | Squadra   | Tempo    |
| ---- | --------------- | --------- | -------- |
| 1    | Mark Cavendish  | High Road | 4h11'07" |
| 2    | Daniele Bennati | Liquigas  | s.t.     |
| 3    | Koldo Fernández | Euskaltel | s.t      |

| Pos. | Corridore         | Squadra    | Tempo     |
| ---- | ----------------- | ---------- | --------- |
| 1    | Giovanni Visconti | Quick Step | 57h17'06" |
| 2    | Gabriele Bosisio  | LPR Brakes | a 5'50"   |
| 3    | Alberto Contador  | Astana     | a 6'59"   |

Descrizione e riassunto
Altra tappa letteralmente "piatta", prima della "tre giorni" di montagna. Si attraversava la Pianura Padana, tra Emilia-Romagna e Veneto (con un piccolo tratto in Lombardia). Il gruppo passava da Cittadella una prima volta e vi tornava dopo averne circumnavigato le mura medioevali.
Al 36º chilometro sono andati in fuga Mickaël Buffaz e Josu Agirre, e vi sono rimasti per i seguenti 130. Una volta ripresi, il gruppo si è preparato alla volata: Daniele Bennati ha tentato di sfruttare il lavoro della Milram, ma migliore è stato il treno della High Road, che ha portato Mark Cavendish alla rimonta sul toscano per la seconda vittoria personale. Un "buco" nel plotone ai quattro chilometri dall'arrivo, invece, ha fatto perdere qualche secondo ad alcuni corridori di classifica (tra cui Visconti, Bosisio, Contador, Bruseghin e Riccò).

### 14ª tappa
- 24 maggio: Verona > Alpe di Pampeago – 195 km

Risultati
| Pos. | Corridore         | Squadra      | Tempo    |
| ---- | ----------------- | ------------ | -------- |
| 1    | Emanuele Sella    | CSF Group    | 5h37'14" |
| 2    | Vasil' Kiryenka   | Tinkoff      | a 4'38"  |
| 3    | Joaquim Rodríguez | C. d'Epargne | a 5'08"  |

| Pos. | Corridore        | Squadra    | Tempo     |
| ---- | ---------------- | ---------- | --------- |
| 1    | Gabriele Bosisio | LPR Brakes | 63h10'47" |
| 2    | Alberto Contador | Astana     | a 5"      |
| 3    | Marzio Bruseghin | Lampre     | a 28"     |

Descrizione e riassunto
L'Alpe di Pampeago era il primo di tre arrivi in salita consecutivi. L'ultima volta che il Giro era giunto ai 1740 metri s.l.m. della località della Val di Fiemme (7,8 km da Tesero al 9,6% di pendenza media) era stato nel 2003 (vittoria di Gilberto Simoni), ma epici erano stati i duelli Pantani-Tonkov alla fine degli anni novanta. Prima del traguardo si affrontavano le salite non impegnative di Cerro Veronese, Fosse e Vigolo Vattaro (difatti non contemplate come Gran Premi della Montagna), nonché i 23,4 km al 7% del Passo Manghen (colle di prima categoria): dalla cima (2047 m) mancavano 34 km all'arrivo.
Sella, partito nei pressi di Cerro Veronese insieme ad altri 12 uomini (tra cui Paolo Bettini e José Rujano), ha lasciato i compagni a 50 km dall'arrivo, verso il Manghen (sulla cui cima ha avuto un vantaggio di 2'40" sui diretti inseguitori Vasil'Kiryenka e Joaquim Rodríguez e ben 11' sul gruppo degli uomini di classifica), vincendo la frazione in solitaria. Nel gruppo, poca bagarre sul primo GPM, ma maggiore selezione (nonostante la mancanza di veri e propri scatti) sull'ascesa verso l'Alpe dove i favoriti sono arrivati alla spicciolata (Denis Menchov sesto a 8'48", Riccardo Riccò e Franco Pellizotti a 8'57", Gilberto Simoni a 9'01"). Gabriele Bosisio è diventato la nuova maglia rosa: Visconti, infatti, ha perso 18' da Sella e 7'35" dal corridore della LPR.

### 15ª tappa
- 25 maggio: Arabba > Passo Fedaia (Marmolada) – – 153 km

Risultati
| Pos. | Corridore          | Squadra       | Tempo    |
| ---- | ------------------ | ------------- | -------- |
| 1    | Emanuele Sella     | CSF Group     | 4h53'24" |
| 2    | Domenico Pozzovivo | CSF Group     | a 2'05"  |
| 3    | Riccardo Riccò     | Saunier Duval | a 2'10"  |

| Pos. | Corridore        | Squadra       | Tempo     |
| ---- | ---------------- | ------------- | --------- |
| 1    | Alberto Contador | Astana        | 68h06'43" |
| 2    | Riccardo Riccò   | Saunier Duval | a 33"     |
| 3    | Danilo Di Luca   | LPR Brakes    | a 55"     |

Descrizione e riassunto
L'altimetria della tappa evidenziava 64,6 chilometri di salita e 79 di discesa sui 153 totali, nonché 4675 metri di dislivello. Da Arabba si scalava immediatamente il Passo Pordoi (9,2 km al 7%). Lunga discesa fino a Moena, dove iniziava il San Pellegrino (11,8 km con pendenze medie del 6,5%). Dalla cima, nuova picchiata verso Cencenighe dove partiva lo sperone che portava a San Tomaso Agordino (uno dei due GPM di 2ª categoria; 4,3 km al 7%). Giunto a Caprile, il gruppo affrontava prima il Passo Giau (15,7 km all'8%) e, una volta sceso a Pocol, anche il Falzarego (l'altro GPM di 2ª categoria; 10,3 km al 5,7% di pendenza media). Poi si ritornava a Caprile, stavolta per imboccare la SS 641 verso il Passo Fedaia, accesso della Marmolada e ascesa finale: dopo il passaggio tortuoso sotto i Serrai di Sottoguda, i corridori trovavano il rettilineo al 18% della Malga Ciapela.
Seconda "impresa" consecutiva di Sella che, scattato insieme ad altri 8 corridori sulle prime rampe del Pordoi, ha chiuso in solitaria sul Fedaia. È riuscito a passare in cima a tutti i GPM di giornata, ipotecando la maglia da miglior scalatore e mantenendo un vantaggio costante tra i 2' e 3' sul gruppo dei pretendenti al Giro. Proprio nei pressi dei Serrai di Sottoguda, Sella ha lasciato i due compagni di fuga, reduci dai cinque passaggi in vetta precedenti (Baliani e Rodríguez) e gli "aggiunti" Nibali e Pérez Cuapio (che avevano rimontato nella discesa del Falzarego). Domenico Pozzovivo prima e Riccardo Riccò poi hanno guadagnato secondi sugli inseguitori (e favoriti del Giro) nell'ultima ascesa. Alberto Contador, invece, è diventato la nuova maglia rosa (Gabriele Bosisio è arrivato al traguardo a 14'48" dal vicentino della CSF Group).

### 16ª tappa
- 26 maggio: San Vigilio di Marebbe > Plan de Corones – Cronometro individuale – 12,9 km

Risultati
| Pos. | Corridore         | Squadra       | Tempo  |
| ---- | ----------------- | ------------- | ------ |
| 1    | Franco Pellizotti | Liquigas      | 40'26" |
| 2    | Emanuele Sella    | CSF Group     | a 6"   |
| 3    | Gilberto Simoni   | Diquigiovanni | a 17"  |

| Pos. | Corridore        | Squadra       | Tempo     |
| ---- | ---------------- | ------------- | --------- |
| 1    | Alberto Contador | Astana        | 68h47'31" |
| 2    | Riccardo Riccò   | Saunier Duval | a 41"     |
| 3    | Gilberto Simoni  | Diquigiovanni | a 1'21"   |

Descrizione e riassunto
Il terzo arrivo in salita consecutivo consisteva anche nella seconda prova individuale contro il tempo del Giro 2008. Subito ascesa da San Vigilio di Marebbe, quota 1187, al fine di raggiungere dopo 12,9 km i 2273 metri del Plan de Corones (dove era previsto l'arrivo della 17ª tappa del Giro 2006, ma non si transitò causa maltempo). L'unico tratto di respiro era un falsopiano di circa 800 metri dopo un chilometro. Poi solo salita. Arrivati al Passo Furcia (dopo 7,6 km) una svolta a sinistra portava sullo sterrato che conduceva fino in cima. Dei 1100 metri finali, 300 erano al 24%.
Franco Pellizotti, già secondo corridore a vestire la maglia rosa nel Giro, ha vinto la cronoscalata grazie all'ottimo approccio sulla parte in sterrato che gli ha permesso una bella rimonta sul secondo, Emanuele Sella, al terzo piazzamento consecutivo. In classifica generale, Alberto Contador ha guadagnato 8" sul secondo, Riccardo Riccò. Prima del secondo giorno di riposo, Gilberto Simoni e lo stesso Pellizotti hanno così scalato diverse posizioni in classifica. Hanno perso invece terreno Danilo Di Luca e Marzio Bruseghin.

### 17ª tappa
- 28 maggio: Sondrio > Locarno – 146 km

Risultati
| Pos. | Corridore       | Squadra   | Tempo    |
| ---- | --------------- | --------- | -------- |
| 1    | André Greipel   | High Road | 3h27'05" |
| 2    | Mark Cavendish  | High Road | s.t.     |
| 3    | Daniele Bennati | Liquigas  | s.t.     |

| Pos. | Corridore        | Squadra       | Tempo     |
| ---- | ---------------- | ------------- | --------- |
| 1    | Alberto Contador | Astana        | 72h14'40" |
| 2    | Riccardo Riccò   | Saunier Duval | a 41"     |
| 3    | Gilberto Simoni  | Diquigiovanni | a 1'21"   |

Descrizione e riassunto
Frazione di "trasferimento" con sconfinamento in Svizzera a Gandria. Nessuna difficoltà altimetrica, ad eccezione di uno strappo di 2 km da Menaggio alla frazione di Croce e il Passo Monte Ceneri (3ª categoria, ma salita praticamente impercettibile) in territorio elvetico. Si sono costeggiati i laghi di Como, di Lugano, Maggiore e di Vogorno.
Michail Ignat'ev, Francesco Gavazzi e Yann Huguet, andati in fuga dopo appena 10 chilometri, vengono ripresi alla spicciolata dopo il Passo Monte Ceneri dal gruppo trainato da Liquigas e Team High Road. Il team statunitense organizza bene la volata e piazza due corridori ai primi due posti odierni (André Greipel e Mark Cavendish). Daniele Bennati è terzo e mantiene la maglia ciclamino.

### 18ª tappa
- 29 maggio: Mendrisio > Varese – 147 km

Risultati
| Pos. | Corridore         | Squadra       | Tempo    |
| ---- | ----------------- | ------------- | -------- |
| 1    | Jens Voigt        | Team CSC      | 3h22'46" |
| 2    | Giovanni Visconti | Quick Step    | a 1'07"  |
| 3    | Rinaldo Nocentini | AG2R La Mond. | s.t.     |

| Pos. | Corridore        | Squadra       | Tempo     |
| ---- | ---------------- | ------------- | --------- |
| 1    | Alberto Contador | Astana        | 75h45'17" |
| 2    | Riccardo Riccò   | Saunier Duval | a 41"     |
| 3    | Gilberto Simoni  | Diquigiovanni | a 1'21"   |

Descrizione e riassunto
La diciottesima tappa ha onorato i Campionati del mondo: sono stati percorsi un giro e mezzo, ad inizio tappa, del circuito di Mendrisio, che ospiterà l'edizione 2009 della manifestazione (lungo 13,4 km) e due e mezzo del tracciato di Varese 2008 (di 17,4 km, con le salite del Montello e dei Ronchi) nel finale. Tra le due località, il ritorno in Italia a Bizzarone, un tragitto nervoso lungo il confine svizzero che conduceva a Luino, la scalata del Brinzio (3ª categoria) e la visione del Lago di Varese.
Dodici uomini partono sul circuito iniziale di Mendrisio (tra questi Paolo Bettini, le già maglie rosa Gabriele Bosisio e Giovanni Visconti e la maglia ciclamino Daniele Bennati). Giunti a Varese, tra i battistrada scatta ai meno 35 Jens Voigt. Il passista tedesco del Team CSC acquisisce margine, approfittando delle scaramucce tra gli inseguitori e vince in solitaria. A 7' 51" il gruppo maglia rosa. Nessun cambio di rilievo nella classifica generale, prima dell'ultimo arrivo in salita.

### 19ª tappa
- 30 maggio: Legnano > Monte Pora – 238 km

Risultati
| Pos. | Corridore         | Squadra    | Tempo    |
| ---- | ----------------- | ---------- | -------- |
| 1    | Vasil' Kiryenka   | Tinkoff    | 6h37'32" |
| 2    | Danilo Di Luca    | LPR Brakes | a 4'36"  |
| 3    | Alexander Efimkin | Quick Step | a 4'42"  |

| Pos. | Corridore        | Squadra       | Tempo     |
| ---- | ---------------- | ------------- | --------- |
| 1    | Alberto Contador | Astana        | 82h28'10" |
| 2    | Riccardo Riccò   | Saunier Duval | a 4"      |
| 3    | Danilo Di Luca   | LPR Brakes    | a 21"     |

Descrizione e riassunto
Ultimo arrivo in quota della 91ª edizione del Giro, sul Monte Pora (6,4 km al 7%). I primi 152 km erano praticamente pianeggianti, snodati tra l'hinterland Milanese e le province di Bergamo (con la carovana che ha toccato anche lo stesso capoluogo e i laghi di Endine e d'Iseo) e di Brescia. A Forno Allione, in Val Camonica, iniziava il Passo del Vivione, salita lunga 20 km con
punte del 13%. La seguente discesa, di 30 km, era tra le più difficili del Giro: pendenze ripide, tornanti insidiosi e sede stradale stretta. Dopo un breve strappo a Teveno, si è scalato il Passo della Presolana (appena 4,8 km, ma all'8,2% di pendenza media), "anticamera" dell'ultima ascesa: dalla vetta, infatti, mancavano 12 km alla conclusione. I GPM erano tutti di prima categoria.
Sotto una pioggia incessante, sette corridori partono in fuga al chilometro 57, guadagnando nei pressi del Lago d'Iseo 22' sul gruppo. Dopo un tentativo di Emanuele Sella sul Vivione, Danilo Di Luca, Paolo Savoldelli (LPR Brakes-Ballan) e Vincenzo Nibali (Liquigas) prendono l'iniziativa nella successiva discesa e, aiutati dal fuggitivo Giairo Ermeti (anche lui della LPR, che si era fermato per attendere i compagni di squadra) guadagnano fino a 2' sulla maglia rosa detenuta da Alberto Contador. Quest'ultimo ha sfruttato il lavoro della sua squadra, l'Astana, fino all'inizio del Monte Pora, dove si alzerà sui pedali. Ad avvantaggiarsi sarà, però, Riccardo Riccò che resterà al secondo posto in generale per appena 4". Di Luca (secondo alle spalle del battistrada Vasil'Kiryenka) guadagna posizioni e si porta a 21" dallo spagnolo.

### 20ª tappa
- 31 maggio: Rovetta > Tirano – 224 km

Risultati
| Pos. | Corridore         | Squadra       | Tempo    |
| ---- | ----------------- | ------------- | -------- |
| 1    | Emanuele Sella    | CSF Group     | 6h52'45" |
| 2    | Gilberto Simoni   | Diquigiovanni | a 1'04"  |
| 3    | Joaquim Rodríguez | C. d'Epargne  | a 1'22"  |

| Pos. | Corridore        | Squadra       | Tempo     |
| ---- | ---------------- | ------------- | --------- |
| 1    | Alberto Contador | Astana        | 89h23'25" |
| 2    | Riccardo Riccò   | Saunier Duval | a 4"      |
| 3    | Marzio Bruseghin | Lampre        | a 2'00"   |

Descrizione e riassunto
Da Rovetta si è seguita una continua e lieve ascesa verso Ponte di Legno: da qui partiva il vero e proprio Passo Gavia, per l'ennesima volta Cima Coppi di un'edizione del Giro. 16,5 km all'8,2% di pendenza media per giungere in cima; 1400 i metri di dislivello. La lunga discesa passava da Bormio per transitare poi in Valtellina. Giunto a Mazzo, il gruppo ha svoltato a sinistra per scalare lo storico Passo del Mortirolo: 12,8 km al 10,3% (Gran Premio della Montagna di prima categoria). La picchiata del versante di Monno ha riportato i corridori a Edolo, per salire verso Aprica (località indicata come GPM di seconda categoria). Successivamente, altra discesa di 12 km, più un falsopiano di 7; infine l'arrivo dell'ultima tappa in linea, posto a Tirano.
Julio Alberto Pérez Cuapio lascia lungo il Gavia sei compagni di fuga. Sul Mortirolo, invece, il messicano sarà ripreso dal gruppo maglia rosa, mentre in testa rimane il corridore Astana Antonio Colom. Quest'ultimo viene agganciato nella discesa da un gruppo maglia rosa con i componenti che si controllano. Con Danilo Di Luca in difficoltà già dalla cima precedente, è Emanuele Sella a scattare in vista dell'Aprica, poco dopo prova ad inseguirlo Gilberto Simoni, invano. Il vicentino, infatti, vince per la terza volta in questa edizione.

### 21ª tappa
- 1º giugno: Cesano Maderno > Milano – cronometro individuale – 28,5 km

Risultati
| Pos. | Corridore        | Squadra   | Tempo  |
| ---- | ---------------- | --------- | ------ |
| 1    | Marco Pinotti    | High Road | 32'45" |
| 2    | Tony Martin      | High Road | a 7"   |
| 3    | Michail Ignat'ev | Tinkoff   | a 10"  |

| Pos. | Corridore        | Squadra       | Tempo     |
| ---- | ---------------- | ------------- | --------- |
| 1    | Alberto Contador | Astana        | 89h56'49" |
| 2    | Riccardo Riccò   | Saunier Duval | a 1'57"   |
| 3    | Marzio Bruseghin | Lampre        | a 2'54"   |

Descrizione e riassunto
La cronometro individuale, senza rampa alcuna, che ha concluso il 91º Giro d'Italia, è partita dall'hinterland settentrionale del capoluogo lombardo (Bovisio Masciago, Varedo, Paderno Dugnano, Cormano, Bresso e Sesto San Giovanni i paesi attraversati). Il percorso ha fatto il suo ingresso effettivo in città da Viale Monza. Giunti a Piazzale Loreto, i singoli atleti hanno pedalato lungo Corso Buenos Aires. Un paio di curve, poi, li hanno portati nei 500 metri finali di Corso Venezia.
Alberto Contador guadagna su Riccardo Riccò 1'53" e legittima la vittoria del Giro d'Italia. Forte del vento favorevole per i primi partiti, Marco Pinotti (Team High Road) pone l'ultimo sigillo della corsa a tappe, davanti al compagno di squadra Tony Martin e a Michail Ignat'ev della Tinkoff. Per soli due secondi, invece, Marzio Bruseghin resta sul gradino più basso del podio finale, ai danni di Franco Pellizotti.

## Evoluzione delle classifiche
| Tappa              | Vincitore                | Classifica generale Maglia rosa | Classifica a punti Maglia ciclamino | Classifica scalatori Maglia verde | Classifica miglior giovane Maglia bianca | Trofeo Fast Team         | Trofeo Super Team |
| ------------------ | ------------------------ | ------------------------------- | ----------------------------------- | --------------------------------- | ---------------------------------------- | ------------------------ | ----------------- |
| 1ª                 | Team Slipstream-Chipotle | Christian Vande Velde           | non assegnata                       | non assegnata                     | Chris Sørensen                           | Team Slipstream-Chipotle | non assegnato     |
| 2ª                 | Riccardo Riccò           | Franco Pellizotti               | Riccardo Riccò                      | Emanuele Sella                    | Chris Sørensen                           | Liquigas                 | LPR Brakes-Ballan |
| 3ª                 | Daniele Bennati          | Franco Pellizotti               | Daniele Bennati                     | Emanuele Sella                    | Morris Possoni                           | Liquigas                 | Gerolsteiner      |
| 4ª                 | Mark Cavendish           | Franco Pellizotti               | Daniele Bennati                     | Emanuele Sella                    | Morris Possoni                           | Liquigas                 | Gerolsteiner      |
| 5ª                 | Pavel Brutt              | Franco Pellizotti               | Daniele Bennati                     | Emanuele Sella                    | Morris Possoni                           | Liquigas                 | Gerolsteiner      |
| 6ª                 | Matteo Priamo            | Giovanni Visconti               | Daniele Bennati                     | Emanuele Sella                    | Giovanni Visconti                        | Astana                   | Gerolsteiner      |
| 7ª                 | Gabriele Bosisio         | Giovanni Visconti               | Daniele Bennati                     | Emanuele Sella                    | Giovanni Visconti                        | CSF Group-Navigare       | Gerolsteiner      |
| 8ª                 | Riccardo Riccò           | Giovanni Visconti               | Riccardo Riccò                      | Emanuele Sella                    | Giovanni Visconti                        | CSF Group-Navigare       | LPR Brakes-Ballan |
| 9ª                 | Daniele Bennati          | Giovanni Visconti               | Daniele Bennati                     | Emanuele Sella                    | Giovanni Visconti                        | CSF Group-Navigare       | Gerolsteiner      |
| 10ª                | Marzio Bruseghin         | Giovanni Visconti               | Daniele Bennati                     | Emanuele Sella                    | Giovanni Visconti                        | Astana                   | Astana            |
| 11ª                | Alessandro Bertolini     | Giovanni Visconti               | Daniele Bennati                     | Emanuele Sella                    | Giovanni Visconti                        | Astana                   | Astana            |
| 12ª                | Daniele Bennati          | Giovanni Visconti               | Daniele Bennati                     | Emanuele Sella                    | Giovanni Visconti                        | Astana                   | Astana            |
| 13ª                | Mark Cavendish           | Giovanni Visconti               | Daniele Bennati                     | Emanuele Sella                    | Giovanni Visconti                        | Astana                   | Liquigas          |
| 14ª                | Emanuele Sella           | Gabriele Bosisio                | Daniele Bennati                     | Emanuele Sella                    | Riccardo Riccò                           | CSF Group-Navigare       | Liquigas          |
| 15ª                | Emanuele Sella           | Alberto Contador                | Daniele Bennati                     | Emanuele Sella                    | Riccardo Riccò                           | CSF Group-Navigare       | Liquigas          |
| 16ª                | Franco Pellizotti        | Alberto Contador                | Daniele Bennati                     | Emanuele Sella                    | Riccardo Riccò                           | CSF Group-Navigare       | Liquigas          |
| 17ª                | André Greipel            | Alberto Contador                | Daniele Bennati                     | Emanuele Sella                    | Riccardo Riccò                           | CSF Group-Navigare       | Liquigas          |
| 18ª                | Jens Voigt               | Alberto Contador                | Daniele Bennati                     | Emanuele Sella                    | Riccardo Riccò                           | CSF Group-Navigare       | Liquigas          |
| 19ª                | Vasil' Kiryenka          | Alberto Contador                | Daniele Bennati                     | Emanuele Sella                    | Riccardo Riccò                           | CSF Group-Navigare       | Liquigas          |
| 20ª                | Emanuele Sella           | Alberto Contador                | Daniele Bennati                     | Emanuele Sella                    | Riccardo Riccò                           | CSF Group-Navigare       | Liquigas          |
| 21ª                | Marco Pinotti            | Alberto Contador                | Daniele Bennati                     | Emanuele Sella                    | Riccardo Riccò                           | CSF Group-Navigare       | Liquigas          |
| Classifiche finali | Classifiche finali       | Alberto Contador                | Daniele Bennati                     | Emanuele Sella                    | Riccardo Riccò                           | CSF Group-Navigare       | Liquigas          |

Maglie indossate da altri ciclisti in caso di due o più maglie vinte
- Dalla 7ª all'11ª tappa, Matthias Russ ha indossato la maglia bianca al posto di Giovanni Visconti.
- Dalla 12ª all'14ª tappa, Vincenzo Nibali ha indossato la maglia bianca al posto di Giovanni Visconti.

## Classifiche finali

### Classifica generale - Maglia rosa

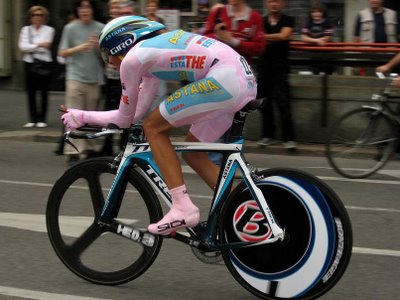
Alberto Contador, dopo il trionfo al Tour de France 2007, si aggiudica il suo secondo grande Giro vincendo la Corsa Rosa del 2008; nello stesso anno, facendo sua anche la Vuelta a España, entrerà nel ristretto novero dei vincitori delle tre maggiori corse a tappe.

| Pos. | Corridore             | Squadra       | Tempo     |
| ---- | --------------------- | ------------- | --------- |
| 1    | Alberto Contador      | Astana        | 89h56'49" |
| 2    | Riccardo Riccò        | Saunier Duval | a 1'57"   |
| 3    | Marzio Bruseghin      | Lampre        | a 2'54"   |
| 4    | Franco Pellizotti     | Liquigas      | a 2'56"   |
| 5    | Denis Menchov         | Rabobank      | a 3'37"   |
| 6    | Emanuele Sella        | CSF Group     | a 4'31"   |
| 7    | Jurgen Van Den Broeck | Silence       | a 6'30"   |
| 8    | Danilo Di Luca        | LPR Brakes    | a 7'15"   |
| 9    | Domenico Pozzovivo    | CSF Group     | a 7'53"   |
| 10   | Gilberto Simoni       | Diquigiovanni | a 11'03"  |

### Classifica a punti - Maglia ciclamino
| Pos. | Corridore       | Squadra       | Punti |
| ---- | --------------- | ------------- | ----- |
| 1    | Daniele Bennati | Liquigas      | 189   |
| 2    | Emanuele Sella  | CSF Group     | 138   |
| 3    | Riccardo Riccò  | Saunier Duval | 131   |
| 4    | Mark Cavendish  | High Road     | 106   |
| 5    | Paolo Bettini   | Quick Step    | 106   |

### Classifica scalatori - Maglia verde
| Pos. | Corridore             | Squadra       | Punti |
| ---- | --------------------- | ------------- | ----- |
| 1    | Emanuele Sella        | CSF Group     | 136   |
| 2    | Vasil' Kiryenka       | Tinkoff       | 63    |
| 3    | Fortunato Baliani     | CSF Group     | 48    |
| 4    | Julio A. Pérez Cuapio | CSF Group     | 20    |
| 5    | Alessandro Bertolini  | Diquigiovanni | 20    |

### Classifica giovani - Maglia bianca

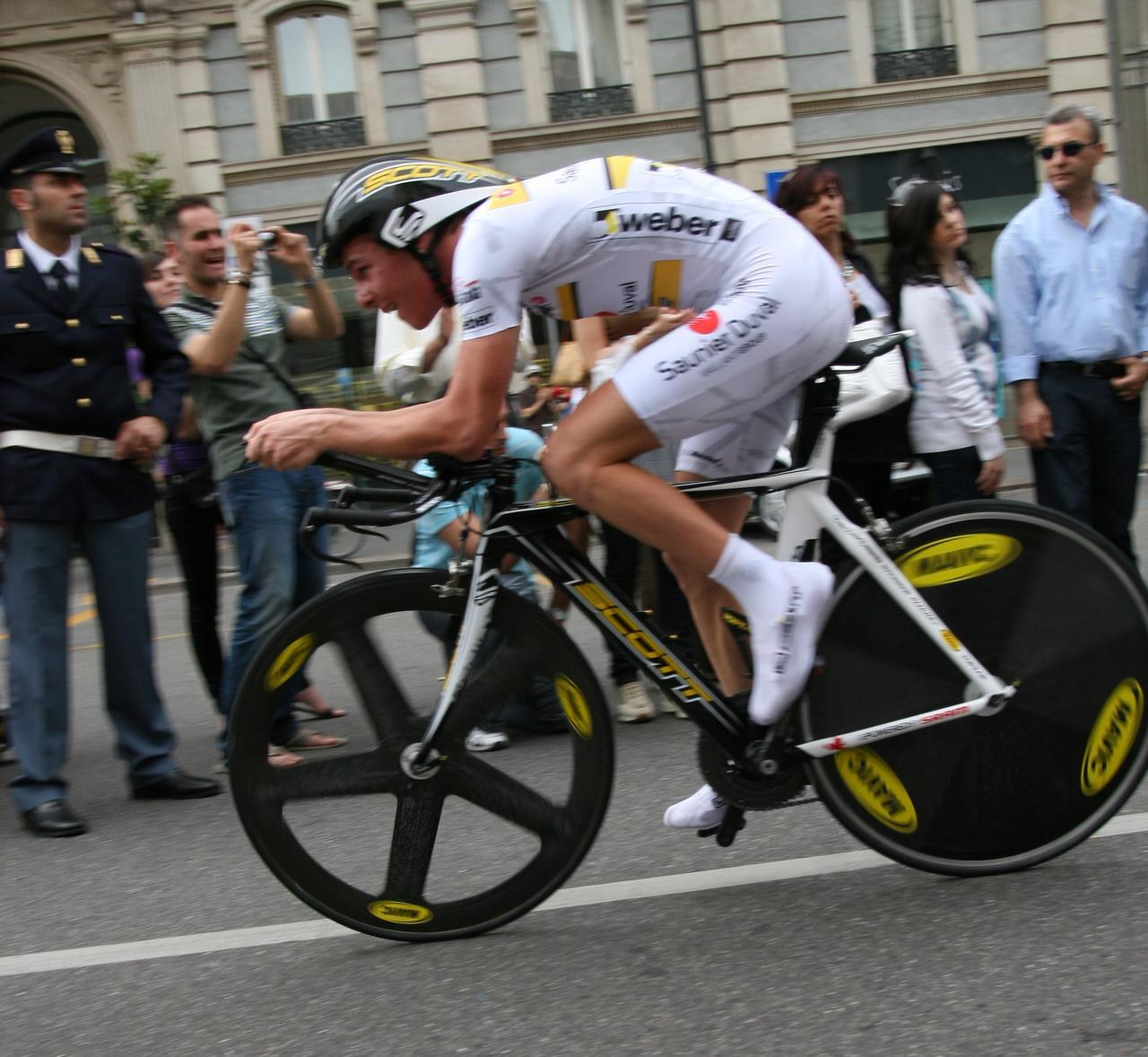
Riccardo Riccò si è aggiudicato la maglia bianca di miglior giovane, oltre al secondo posto nella generale.

| Pos. | Corridore             | Squadra       | Tempo      |
| ---- | --------------------- | ------------- | ---------- |
| 1    | Riccardo Riccò        | Saunier Duval | 89h58'46"  |
| 2    | Jurgen Van Den Broeck | Silence       | a 4'33"    |
| 3    | Vincenzo Nibali       | Liquigas      | a 18'17"   |
| 4    | Chris Sørensen        | Team CSC      | a 1.02'12" |
| 5    | Matthew Lloyd         | Silence       | a 1.03'55" |

### Classifica a squadre - Trofeo Fast Team
| Pos. | Squadra            | Tempo      |
| ---- | ------------------ | ---------- |
| 1    | CSF Group-Navigare | 268h52.44" |
| 2    | Astana             | a 43'48"   |
| 3    | Liquigas           | a 1.00'42" |
| 4    | LPR Brakes-Ballan  | a 1h06'45" |
| 5    | Silence-Lotto      | a 1h38'13" |

### Classifica a squadre - Trofeo Super Team
| Pos. | Squadra            | Punti |
| ---- | ------------------ | ----- |
| 1    | Liquigas           | 360   |
| 2    | Astana             | 347   |
| 3    | CSF Group-Navigare | 340   |
| 4    | LPR Brakes-Ballan  | 267   |
| 5    | Team High Road     | 258   |